# موش‌صاریغ کیچوا
موش‌صاریغ کیچوا (نام علمی: Marmosa quichua) نام یک گونه از سرده موش‌صاریغ‌ها است.